# かまいたちの夜
『かまいたちの夜』（かまいたちのよる）は、チュンソフトより発売されたスーパーファミコン用ゲームソフト。『弟切草』に続く同社のサウンドノベルシリーズ第2弾。
1994年11月25日に発売され、その後数多くの機種に移植された。グラフィック上に直接文章が表示され、任意の選択肢を選ぶことでさまざまな物語が展開するサウンドノベル作品。真冬の雪山のペンションにて起こる不可思議な殺人事件の謎を解くことが目的。マルチエンディングであり、事件の真相とは全く無関係の結末を迎えることも特徴の一つ。

## 概要
スキー旅行に出かけた主人公・透とガールフレンド・真理が、滞在先のペンション「シュプール」で起こる殺人事件に巻き込まれる。山荘で外部と隔離され電話も通じなくなり、自衛のために自分たちで事件解決を余儀なくされるクローズド・サークルとなっている。
ストーリー序盤は10人を超える登場人物を順に紹介し、中盤から本格的なミステリが展開していく。誤った選択などでプレイヤーが事件を解決できない場合は次々と殺人が進行していき、ホラー・サスペンスタッチのエンディングへと進む。
本編クリア後にプレイできる毛色の違う複数の別シナリオでは、同一人物でも設定が異なる場合がある。前作『弟切草』と似た手法だが、本作のシナリオは完全に分岐するため、物語の前後で整合性を欠くことはなくなった。

## ゲーム内容

### 分岐システム
文章を読み進めながら分岐を選んでいくシステムで、ゲームブックに近い。システム自体はシンプルだが、全てのエンディングへの到達はかなりの労力を要する。スーパーファミコン版はオートセーブおよび、リトライ機能が章の冒頭からという仕様なためなおさら手を焼く。のちに発売されたPlayStation版にはフローチャート機能が搭載され、プレイ環境が改善された。

### 推理システム
「ミステリー編」の事件推理において犯人を名指しする場面では、限定された選択肢から選ぶのではなく、犯人名を文字入力するシステムを採用。紛らわしい選択肢など、ミスリードが配置されており、トリックを完全に把握していなければ解決は困難となる。また犯人やトリックを解明できても、それのみでは解決できない。文章内における透の突拍子もない発言や考えを読み解き筋道を理解している必要がある。
文字入力
見当はずれに思える名前（言葉）を入力することで、新しい分岐に進むことがある。
「ミステリー編」解決後にもさまざまなストーリーが用意されている。ある特定シナリオの出現条件は、ひととおりストーリーをクリアした状態から特殊な行動を取らなければならない。特にスーパーファミコン版では、性質上その特異さが際だっている。以降の作品では、若干の変更が加えられた。

### 演出
背景画像
スーパーファミコンは実写取り込みできるスペックを有するが、それを駆使したゲームは少なかった。当初は描いた絵を使う予定だったが、インパクトを重視すべく全画面で取り込みを採用。結果的にグラフィックが最も容量を必要としたという。
シルエット
人物は青いシルエットで表現されている。これにより当時のスーパーファミコンの描画スペックでも多様な人物表現が可能となった。またユーザーの想像を崩すことなく感情移入のしやすさに寄与している（例外として一部の死体は実写で表現している）。この手法は、以後のビジュアルノベルなどにおけるフォーマットとして定着。ROM容量の増加によって人物のリアルな描写が可能となった現在においても、演出効果としてたびたび用いられる。
なお、人物をシルエットで表現するアイデアは、脚本担当の我孫子によるもの。我孫子は「『弟切草』のときは、人物の顔を意図的に出さなかったそうなんですよ。でも、今回は人物が多いんで、そういう訳にはいかない。談話室でたくさんの人が話をしているときに空っぽの椅子が写っていたんでは、間が抜けているでしょ。それで、『影でも描いたらどうですか』と、言ったんです。でもそのときは、動かしてくれと言ったつもりはなかったんですよ」と語っている。
アニメーション
シーンによってはシルエットや絵をアニメーションさせて臨場感を演出している。一例に、猫が走りだす、ヒロインが主人公の胸に飛び込んでくる、階段から血が垂れてくるなど。
音楽
中嶋康二郎、加藤恒太によるBGMは人気を博し、報道番組やワイドショーなどでしばしば借用されている。これについて我孫子は「画面下にテロップで『音楽「かまいたちの夜」より』って入れてくれないかと、何度思ったことか」とのちに語っている。また多種多様な効果音は、要所に挿入することで雰囲気の形成に一役買っていた。
効果音
約250種類に及ぶ効果音が用意されている。ガラスが割れる音、屋根から雪が落ちる音、床がきしむ音、人の悲鳴、鳩時計、電話、ドアのベルなど、場面を強く印象づける効果音の数々は推理をするうえで重要なヒントとなる場合もある。開発作業では、外部の会社が制作した効果音を、チュンソフトのサウンドチーム3人がサンプリングおよびデータ化し、ゲームで使える音に仕上げている。スーパーファミコン向けのサウンド制作には厳しい制限があるため、効果音では特にファイルサイズが問題になったという。

## ストーリー
主人公である平凡な大学生の透は、ガールフレンドの真理からスキー旅行に誘われ、彼女の叔父である小林夫妻が経営する長野県のペンション「シュプール」に滞在することになる。友だち以上・恋人未満のまま進展しない真理との仲を縮めるべく、今回の旅行に意気込む透。
吹雪が止まぬ中、シュプールにはアルバイトのスタッフ久保田俊夫・篠崎みどりのほかに、OL3人組の可奈子・亜希・啓子、関西人の社長一家である香山夫妻、フリーカメラマンの美樹本洋介など個性的な面々が宿泊し、和気あいあいと自己紹介をして打ち解けていく。
そんな中、サングラスをかけて人目を避けようとする、場違いなヤクザ風の男 田中一郎が宿泊客として訪れた。彼は、宿泊後すぐに部屋に引きこもって以降、食事もとらずに誰とも顔を合わそうとしなかった。
夕食後、OL3人組の部屋で「こんや、12じ、だれかがしぬ」と書かれた手紙が発見され、その場では誰かの悪戯だと一蹴される。夜9時を過ぎたころ、2階からガラスの割れる音が聞こえた。一同が2階の部屋を調べていくと田中の部屋でバラバラとなった惨殺死体を発見する。部屋の窓は割れたまま開け放たれており、犯人の姿はなかった。
その後、猛吹雪によって山荘は雪に閉ざされ、さらに電話線が切断された上に携帯電話も圏外なため、警察を呼べないクローズド・サークルと化してしまう。はたしてこの殺人は、この地方に伝わる妖怪「かまいたち」によるものなのか？
見えない犯人の影に脅える宿泊客たちは、互いに疑心暗鬼となっていく。彼らをあざ笑うかのように、停電による暗闇に乗じて第2・第3の殺人が起きていく……。愛する真理を守るべく、透は事件解決のために真犯人探しに乗り出す。

## シナリオ一覧
マルチエンディングを採用。はじめにプレイできるメインシナリオ「ミステリー編」にて、クレジットの流れるエンディングを一回以上見ることで、アナザーストーリーとしてオカルト風の「悪霊編」、サスペンス風の「スパイ編」など新たなシナリオへの分岐が現れる。それらのトゥルー・バッド含めた全てのエンディングを読み終えるとセーブデータ（本作では「栞」）がピンク色に変わり、セルフパロディである「Oの喜劇編」「暗号編」が追加される。
さらに、あるシナリオに隠された「チュンソフ党の陰謀編」をクリアすると、同社の『トルネコの大冒険 不思議のダンジョン』のパロディである「不思議のペンション編」が加わる。
そのほか、移植機種によりおまけシナリオが用意されていることがある。
携帯電話アプリおよび初期のAndroid版は、各シナリオごとに個別購入する必要があった。
各シナリオのタイトルは『かまいたちの夜 完全攻略本』（ISBN 4-924978-25-6）の60ページより抜粋。
ミステリー編
ゲーム開始直後にプレイできる本作のメインシナリオ。事件を解決できないまま話が進むと、徐々に惨劇ホラーの様相を呈してくる。
夕食後に「こんや12じだれかがしぬ」と書きなぐられたメモが見つかる。その場は趣味の悪い冗談とされたが、ガラスが割れる音で客室の1つに行ってみるとバラバラ死体が発見される。助けを求めようにも電話が通じず、猛吹雪でペンションから街へ行くこともできない状況で、主人公たちは犯人捜しや自分たちの身を守ろうとしていく。
スパイ編
盗聴・暗殺・銃撃戦などアクションおよびサスペンス色の強いシナリオ。主人公が、伝説のスパイ「かまいたち」を巡る各国スパイ間の熾烈な争いに巻き込まれる。
夕食後、「こんやかまいたちがあらわれる」と書かれた謎のメモが見つかる。その場ではあまり問題とされなかったが、その後に主人公が自室で眠りにつこうとしたとき、可奈子（OL3人組のひとり）が部屋を訪れて誘惑してくる。ところが、主人公はいつの間にか眠ってしまい、真理に起こされて目を覚ますと可奈子が喉を切られ死んでいた。真理は、彼女たちがスパイであり、重要な情報を握る”かまいたち”を確保するためにこのペンションで待ち伏せしていたのだという。
悪霊編
ペンションがある場所で20年前に起きた、ある人物の凄惨な過去に主観を置いたオカルトホラー。
主人公やペンションの宿泊客たちが、各自の部屋で窓の外から不気味な目がのぞきこんでいるのを目撃する。その正体が不明のまま、フリーのルポライター・美樹本が究明に乗り出した。何かを知っている美樹本と何かを隠している小林とが口論する中、ほかにも目撃者があらわれ、ついに殺人事件まで発生する。
鎌井達の夜編
シナリオ自体は短いが、全体を総括するメタフィクションとなっている。
シュプールにて『かまいたちの夜』のゲームを始めた主人公と真理。すると、ゲーム内で自分たちと同じ名前を名付けたキャラクターが、奇妙なことにその日の2人と同じ行動をとり始める。
雪の迷路編
ゲレンデとペンションの間の雪道で自動車事故を起こし、車を捨てて歩いてペンションへ帰らざるを得なくなった2人。果たして2人は、入り組んだ猛吹雪の山道を歩いてペンションまで無地に戻れるのか？
2人が迷っている間に、ペンションでミステリー編に近い事件が進行していたという構成。
O（オー）の喜劇編
ピンクのしおり出現後のギャグ・セルフパロディシナリオ。多くのBGMを駆使して構成されている。
夕食の席についた主人公と真理は、見るからに奇妙な出で立ちをした人物を目にする。食後に談話室でくつろいでいると、停電が起こり奇妙な叫び声がペンションに響き渡る。ろうそくのあかりを頼りに一同でその人物の部屋に行くと、「彼女」は血のついた板を握ってベッドに倒れていた。
暗号編
ピンクのしおり出現後の謎解きシナリオ。
ガラスの割れる音で田中一郎の部屋に駆けつけた一同。しかし部屋の中には「宝はシュプールの中にある」で始まるメモが落ちているだけだった。宝を見つけるべく、メモの暗号を解こうと全員で熟考してペンション内を捜索する。果たして、宝はどこに隠されているのか？
チュンソフ党の陰謀編
特定のシナリオに隠された暗号を解き、ある行動をとると現れるシナリオ（隠しメッセージに近い）。我孫子武丸がプレイヤーに宛てた秘密メッセージという体裁をとっている。
プレイする機種によって暗号の内容と解く手段が異なる。
不思議のペンション編
入るたびにマップが変わるという伝説の「不思議のペンション」にたどり着いた主人公と真理。地下の奥深くに眠る宝を見つけ出すため、2人は地下へと進んでいく。
ゲームオーバー（バッドエンド）が非常に多く、エンディング数はシナリオの中で最多となっている。
真理の探偵物語編
「特別篇」のために書き下ろされたエクストラストーリー。PlayStation版への移植以降に追加されたミニシナリオ。特定のエンディング後から繋がる後日談になっている。
ペンションでの事件から4年後、真相解明に気をよくした真理は、主人公を助手にして探偵事務所を開業していた。ある日、知り合いの刑事からソフトウェア会社社長の殺人事件の話が持ち込まれる。事件内容を聞き、容疑者4人のプロフィールや証言の資料を閲覧した真理は「犯人がわかった」と言う。
ちょっとエッチなかまいたちの夜
PlayStationへの移植の際に、スーパーファミコン版のキャンペーンプレゼントの内容を追加したもの。ここへ進むには、しおりを”金のしおり”に変える必要がある。音声のみで、キャストはCDドラマと同一。
Vita/Windows版『かまいたちの夜 輪廻彩声』では同作のキャストによって再録されている。
PlayStation版およびVita/Windows版『輪廻彩声』にて、金のしおりを達成すると出現する特典シナリオ。
我孫子氏からの挑戦状
ゲームボーイアドバンス版のみ収録。”我孫子武丸からの手紙”という形式をとったテキストであり、続編『かまいたちの夜2』の宣伝告知にあたる。
ミステリー編にて「完」を一度見ることでタイトル画面に出現する。
A Novel
モバイルアプリおよびVita/Windows版『輪廻彩声』限定のシナリオ。
書籍『かまいたちの夜 公式ファンブック』収録の我孫子武丸による書き下ろし短編小説「かまいたちの夜 A Novel」をサウンドノベル化したもの。選択肢はなく読み進めるのみである。前半が「出題編」、後半が「解答編」。
シュプールで楽しい夜を過ごした翌日、宿泊客の1人が死体で発見された。外部から侵入の痕跡はなく、犯行は内部犯によるものと推測され、客と従業員は互いに疑心暗鬼に陥る。ミステリー編と同様の殺人事件を描いたシナリオだが、犯人およびトリックが異なる。
Vita/Windows版『輪廻彩声』では、ミステリー編にて「完」を一度見ることで、タイトル画面から選択する別シナリオとして出現する。
辺獄の真理編
Vita/Windows版『輪廻彩声』にて追加された、透と真理にスポットを当てた新たなシナリオ。本シナリオのみ竜騎士07が担当。
「シュプール」の客室で目覚めた主人公は、全ての記憶を失くしていた。真理や「シュプール」の人々と交流する中で、周囲の状況に次第に違和感を覚えていく。
出現条件はオカルト編（旧：悪霊編）およびスパイ編と同様である。

## 舞台
ペンション「シュプール」
小林夫妻が経営するログキャビン風の二階建てペンション。「不思議のペンション編」のみ「クヌルプ」という名前に変化する。『かまいたちの夜2 監獄島のわらべ唄』における登場人物からの観点では、実際に泊まったときのシュプールとゲーム中に殺人事件の舞台となったシュプールの2つが存在する。
談話室（リビング）
宿泊客やスタッフが談笑する場所であり、玄関とフロントと階段が備わっている。大きな茶色のテーブルをソファが囲み、共用のテレビがある。壁には鳩時計がかけられている。
フロント
玄関の突き当りにあり、宿泊客が記帳をする場所。固定電話が置かれている。
階段
1階と2階を結ぶ唯一の階段。かなりきしむため、利用する際に足音を隠すことは出来ない。
玄関
かなり小さな出入口で、ドアが開くと奥でチャイムが鳴って人の出入りがわかる仕組みになっている。
客室

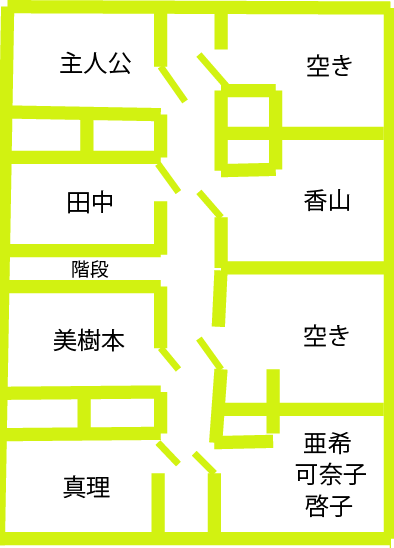
宿泊客の部屋の配置

二階で宿泊客が寝るための部屋。部屋のタイプはすべてツインで、ドアは押しボタン式のロックになっている。バスルーム完備だが、テレビは2部屋にしか設置されていない。ちなみに、主人公と真理は同室ではない。
客室のドアは、背景画ではすべて内開きに描かれているが、ストーリー本文では内開きに描写されたり外開きに描写されたりしている矛盾点がある。
食堂
宿泊客がそろって食事をするための部屋。オーナー小林自慢の料理が振る舞われる。
小林夫妻の部屋
小林夫妻の個人部屋。部屋の内装は木目調でキッチンやテーブルが置かれている。近くの廊下には、外へ出られる裏口がある。
スタッフルーム
アルバイトの俊夫とみどりが使用している部屋。
乾燥室
玄関横にあり、スキーウェアや靴を乾燥させるための部屋。
地下室
ワインセラーになっていて、普段は鍵がかけられている。
物置
二階の廊下の突きあたりにあり、モップやほうきなどの掃除用具が入っている。

## 登場人物
以下は「ミステリー編」を軸とした基本設定だが、分岐によって設定が多少変化することがある。
声優はそれぞれ、CDドラマ版およびPlayStation版『ちょっとエッチなかまいたちの夜』、PlayStation Vita/Windows版『輪廻彩声』、オーイズミ「パチスロ かまいたちの夜」の順で表記。
透（とおる）
声 - 緑川光 / 逢坂良太 / 逢坂良太
本編の主人公（名前変更可）。身長172cm、体重60kg、吉田栄作風のヘアスタイルだが足はそれほど長くない平凡な大学生。同じ大学の真理へ果敢にアタックするも、手ごたえに乏しく一人相撲かと思っていたところに、彼女からスキーに誘われた。ふたりの関係を進展させるべく、信州にやってきた。登場人物では唯一、シナリオごとの大幅な設定変更はない。
スーパーファミコン版では名字の設定はなかったが、CDドラマにて「矢嶋（やじま）」姓が付けられた。続編『かまいたちの夜2 監獄島のわらべ唄』やGBA版以降の移植版にて矢嶋を踏襲した「矢島」姓が公式設定となった。ただし、ゲーム中の表記は「透」のみであり、GBA版までの時点では名前入力に「嶋」「島」の漢字が存在しない。
真理（まり）
声 -  冬馬由美 / 明坂聡美 / 東山奈央
本編のヒロイン（名前変更可）。身長165cm。透と同じ大学に通っている。雪国育ちでスキーを得意とし、叔父が信州で経営するペンションに誘う。透のことを憎からず思っているものの、はっきりとした胸の内はまだ不明。長い黒髪の美人。
スーパーファミコン版では名字の設定はなかったが、CDドラマにて叔父と同じ小林姓が付けられ、続編やGBA版以降の移植版へも踏襲された。ただし、ゲーム中の表記は「真理」のまま。
小林 二郎（こばやし じろう）
声 -  岸野幸正 / 松田健一郎 / 浜田賢二
ペンション「シュプール」のオーナー。真理の叔父。年齢は45歳前後、身長165cm前後で痩せ型。子どものころから料理好きだったこともあり超一流の腕を持ち、脱サラしてペンションを開業した。
小林 今日子（こばやし きょうこ）
声 - 大塚瑞恵 / 力丸乃りこ / ゆきのさつき
小林二郎の妻。柔和な性格で、人を疑ったり喧嘩や争いを嫌う。夫と違って料理の腕は絶望的。
香山 誠一（かやま せいいち）
声 - 今西正男 / 上田燿司 / 茶風林
大阪で会社を興して社長をしている。オーナーの小林二郎がサラリーマン時代に世話をした間柄。小太りの中年男性かつ豪放な関西弁で話すなど、関西人のステレオタイプ。柔道経験者だが、気の弱い一面も見せる。
香山 春子（かやま はるこ）
声 - 関根明子 / 浅川悠 / 原由実
香山誠一の妻。長身で線が細く、物静かで薄幸そうな美人。実は後妻であり、夫と違って関西訛りはない。
久保田 俊夫（くぼた としお）
声 - 置鮎龍太郎 / 伊藤健太郎 / 中村和正
「シュプール」で住み込みのアルバイトをしている。単位そっちのけでスキーに熱中するスポーツ青年。二度留年している自称大学六年生。みどり同様に雪焼けしている。うなじの部分で括った長髪と180cmを超える長身が特徴（スーパーファミコン版の説明書にて180cmとされていたが、PlayStation版以降で184cmと修正された）。
篠崎 みどり（しのざき みどり）
声 - 豊嶋真千子 / 仙台エリ / 河野ひより
「シュプール」で住み込みのアルバイトをしている。中肉中背で丸顔。スキー好きらしく髪も肌も雪焼けしている。ポニーテールで、20代とされているが見た目では年齢不詳。久保田俊夫とは浅からぬ関係にあるらしい。
渡瀬 可奈子（わたせ かなこ）
声 - 永島由子 / 高橋未奈美 / 丸岡和佳奈
OL3人組の1人。年齢は18歳。外見は美しい顔立ちで派手な服装。ソバージュのかかったロングヘアーで細身の体格。若干軽そうなイメージがある。スキー好きで勝気な性格。
河村 亜希（かわむら あき）
声 - 新山志保 / 山本彩乃 / 岩村琴美
OL3人組の1人。年齢は18歳。外見は3人の中で一番小柄。ソバージュのかかったショートヘアにトンボ眼鏡をかけており、仕事ができそうなタイプ。ボーイッシュな服装でカメラを持っている。
北野 啓子（きたの けいこ）
声 - 笠原留美 / 本多真梨子 / 渡谷美帆
OL3人組の1人。年齢は18歳。髪型はショートボブにしている。やや太目の体格をしており、スキーよりも食べ物がおいしいからとシュプールを選んだ食いしん坊。クリスチャン。
美樹本 洋介（みきもと ようすけ）
声 - 林延年 / 白熊寛嗣 / 中田譲治
夕食後にペンションに到着した、身長185cmという大柄であご髭をはやしたフリーのカメラマン（悪霊編ではフリーのルポライター）。山男のようながっしりした外見に反して、陽気で人当たりが良く紳士的。
田中 一郎（たなか いちろう）
声 - 幸野善之 / （非公表） / （非公表）
夕食時でもロングコートとシルクハットにサングラスを着用したまま行動するヤクザ風の不審人物。ミステリー編では第一の犠牲者としてバラバラ死体で発見される。
ジェニー
「シュプール」で飼われている黒猫。透たちが訪れた当初は行方不明になっていた。

## ロケ地
「シュプール」のモデルは、長野県北安曇郡白馬村のペンション「クヌルプ」。レトロゲームにおける初期の「聖地」として名高い。
あらかじめゲームシナリオが完成した状況で、設定に近いペンションを探していたところ、長野県の八方尾根スキー場近くにあった"クヌルプ"が選ばれた。談話室や食堂など外の日差しが差し込んで明るい部屋が多く、天井の高いところが多いためゲーム画面より広々としている。
ゲーム内にて使用されるペンション「シュプール」の背景写真は基本「クヌルプ」で撮影されたもの。各部屋のユニットバスは、クヌルプの部屋に浴室がないことから（共同風呂が別にある）、クヌルプ併設のコテージで撮影している。また、地下のワイン貯蔵庫もクヌルプに存在しないため、別途製作されたミニチュアを小型カメラで撮影したものを使用している。
ドラマ版では、ワンシーンのみクヌルプが登場する。しおりのフクロウはクヌルプの外灯でもあり、ペンションだけでなくコテージやショップにも付いている。なお、フクロウの外灯はオーデリック製（型番:OG041578LR）で、現在も購入可能。街灯はクヌルプのオリジナルデザインではない。オーデリック社のデザイナーがデザインしている。ペンション内では街灯の写真をTシャツへ転写し「クヌルプオリジナルTシャツ」として販売されている。

## 他機種版
| No. | タイトル                                                                     | 発売日             | 対応機種                                                 | 開発元                    | 発売元                 | メディア                              | 型式            | 備考                                                                                         |
| --- | ---------------------------------------------------------------------------- | ------------------ | -------------------------------------------------------- | ------------------------- | ---------------------- | ------------------------------------- | --------------- | -------------------------------------------------------------------------------------------- |
| 1   | サウンドノベル・エボリューション2 かまいたちの夜 特別篇                      | 1998年12月3日      | PlayStation                                              | アストロール              | チュンソフト           | CD-ROM                                | SLPS-01794      | -                                                                                            |
| 2   | サウンドノベル・エボリューション2 かまいたちの夜 特別篇 PlayStation the Best | 1999年12月2日      | PlayStation                                              | アストロール              | チュンソフト           | CD-ROM                                | SLPS-91187      | 廉価版                                                                                       |
| 3   | かまいたちの夜 mini                                                          | 2002年4月1日       | J-SH51 J-K51 （Jフォンアプリ）                           | チュンソフト              | チュンソフト           | ダウンロード                          | -               |                                                                                              |
| 4   | かまいたちの夜 ADVANCE                                                       | 2002年6月28日      | ゲームボーイアドバンス                                   | チュンソフト              | チュンソフト           | ロムカセット                          | AGB-P-AKZJ(JPN) | PlayStation版の移植                                                                          |
| 5   | かまいたちの夜 Internet                                                      | 2002年7月1日       | PC各種(FLASH)                                            | チュンソフト              | チュンソフト           | ダウンロード                          | -               | スーパーファミコン版の移植 2005年6月30日販売終了                                             |
| 6   | かまいたちの夜                                                               | 2004年1月30日      | 505i、900iシリーズ （iアプリ）                           | チュンソフト              | チュンソフト           | ダウンロード （iチュンソフト）        | -               |                                                                                              |
| 7   | かまいたちの夜                                                               | 2006年7月3日       | Vアプリ                                                  | チュンソフト              | ドワンゴ               | ダウンロード                          | -               |                                                                                              |
| 8   | かまいたちの夜                                                               | 2006年7月13日      | EZアプリ                                                 | チュンソフト              | ドワンゴ               | ダウンロード                          | -               |                                                                                              |
| 9   | かまいたちの夜×3 三日月島事件の真相                                          | 2006年7月27日      | PlayStation 2                                            | チュンソフト              | セガ                   | DVD-ROM                               | SLPM-66452      | ミステリー編のみ収録                                                                         |
| 10  | かまいたちの夜                                                               | 2007年2月13日      | Wii                                                      | チュンソフト アクアマリン | チュンソフト           | ダウンロード （バーチャルコンソール） | -               | スーパーファミコン版の移植                                                                   |
| 11  | かまいたちの夜                                                               | 2010年11月1日      | Android                                                  | チュンソフト              | チュンソフト           | ダウンロード                          | -               | 2013年7月9日18:00配信終了、翌日に後述の『Smart Sound Novel』がリリース                       |
| 12  | かまいたちの夜 特別篇                                                        | 2011年8月24日      | PlayStation 3 PlayStation Portable (PlayStation Network) | チュンソフト              | チュンソフト           | ダウンロード （ゲームアーカイブス）   | -               | PlayStation版の移植                                                                          |
| 13  | かまいたちの夜 Smart Sound Novel                                             | 2013年4月25日      | iOS                                                      | スパイク・チュンソフト    | スパイク・チュンソフト | ダウンロード                          | -               | 背景画像を原作と同じロケ地で新規撮影し、音楽を一新したリメイク版 2017年8月25日配信終了       |
| 14  | かまいたちの夜 Smart Sound Novel                                             | 2013年7月10日      | Android                                                  | スパイク・チュンソフト    | スパイク・チュンソフト | ダウンロード                          | -               | 背景画像を原作と同じロケ地で新規撮影し、音楽を一新したリメイク版 Android 4.3以上は動作保障外 |
| 15  | かまいたちの夜                                                               | 2013年8月7日       | Wii U                                                    | チュンソフト アクアマリン | チュンソフト           | ダウンロード （バーチャルコンソール） | -               | スーパーファミコン版の移植                                                                   |
| 16  | Banshee's Last Cry                                                           | INT 2014年1月24日  | iOS                                                      | スパイク・チュンソフト    | Aksys Games            | ダウンロード                          | -               | 『かまいたちの夜 Smart Sound Novel』の英訳版                                                 |
| 17  | かまいたちの夜 輪廻彩声                                                      | INT 2017年2月16日  | PlayStation Vita                                         | レジスタ エスチュアリウム | 5pb.(MAGES.)           | ロムカード ダウンロード               | -               | キャラクターグラフィックをイラストに変更、声優によるボイス追加 追加シナリオは竜騎士07が担当  |
| 18  | かまいたちの夜 輪廻彩声                                                      | INT 2018年2月23日  | Windows 7/8.1/10                                         | レジスタ エスチュアリウム | 5pb.(MAGES.)           | DVD-ROM                               | -               | Vita版の移植                                                                                 |
| 19  | かまいたちの夜 輪廻彩声                                                      | INT 2018年11月30日 | Windows 7/8.1/10                                         | レジスタ エスチュアリウム | 5pb.(MAGES.)           | ダウンロード （DMM.com）              | -               | Windows版の移植 2020年販売終了                                                               |

共通事項として、各移植機種で以下の変更がある（当時をそのまま再現したバーチャルコンソールやゲームアーカイブスは元の機種に準じる）。
- 時節に合わせて、真理に似ている人物や、啓子の観たい番組、香山が説明する日本円の価値など、テキストの細部が改稿されている。
- 機種の仕様に合わせ、「チュンソフ党の陰謀編」を見るために解かねばならない暗号の文章が改稿され、解き方（操作方法）も変更されている。

### PlayStation版
- フローチャート機能の追加。
  - 一度見たシーン（選択肢含む）が記録され、自由にシーンを行き来できるようになった。また、選んでいない選択肢も色分けされ一目瞭然に。これに伴ってSFC版の章選択が廃止された。
- 振動機能の追加。
- グラフィックがよりリアルかつクリアになった。
- 「登場人物紹介」の項目が新設。
- 実写によるオープニングムービーが追加。
- 新たな隠しシナリオとして、書き下ろしの番外シナリオ「真理の探偵物語」と、音声のみのシナリオ「ちょっとエッチなかまいたちの夜」を収録。
- 「チュンソフ党の陰謀編」は暗号の変更と同時に、新たな文章が大幅に追加・改稿された。
- 金のしおり出現条件が変更。
- 犠牲者が2人の時点で事件を解決する本編のエンディングが、バッドエンド扱いになっている。
  - 監督の麻野によると、犠牲者が2人の時点で事件を解決するエンディングでは犯人の動機が解明されるため、それがベストだと勘違いしたスーパーファミコン版ユーザーが多かったための変更であるという。本編にはそれよりも早い段階で事件を解決するエンディングが存在するが、初プレイ時にこの結末に到達したプレイヤーに2周目以降のプレイを促すため、犯人の動機など解明されないまま終わる。

### ゲームボーイアドバンス版
※PlayStation版との比較とする。
- 『かまいたちの夜2』に準じて、主人公に「矢島透」、恋人に「小林真理」というフルネームが設定された。
  - ただし、ゲーム中は従来同様に「透」と「真理」のままで、「島」の文字が入力できないためゲーム内での再現は不可能。
- 「鎌井達の夜編」が「釜井達の夜編」に改題。また、見つけるゲーム機もスーパーファミコンに戻っている。
- 「我孫子氏からの挑戦状」（『2』の宣伝）が追加された。条件を満たすとタイトル画面に追加される。
- PS版のフローチャートの一部不具合が修正。
- 振動機能は非搭載。
- 新たな悲鳴ボイスの追加。
- 容量の関係上、「真理の探偵物語」と「ちょっとエッチなかまいたちの夜」は未収録。

### Internet版
基本的にスーパーファミコン版がベース。このため追加シナリオはなく、前述の犠牲者2人のエンディングもグッドエンド扱いとなった。
- オンラインでIDとパスワードを入力してログインするため、セーブデータがサーバーに保存される。利用券は6か月間有効。
- Macromedia Flashが使用されている。

2003年5月23日から、ミステリー編の序盤のみプレイ可能な無料体験版も配信されていた。2005年6月30日をもって販売終了、2005年9月30日にオンラインサービスが終了。

### 携帯アプリ版
※PlayStation版との比較とする。
- 各シナリオは課金によるポイントでの個別購入となった。そのため金のしおりがなくなり、購入さえすればどのシナリオからも開始可能となった。
- 個別化によるシナリオ分岐の消滅により一部選択肢および一部エンディングのカット、それに伴うシナリオ、メッセージの細部変更。
- 新シナリオとして、公式ファンブック掲載の小説「かまいたちの夜 A Novel」が追加。当該シナリオにはシルエットがない。
- 配信シナリオは一部タイトルが短縮・変更されており、「ミステリー編」「スパイ編」「悪霊編」「A Novel」「探偵編（旧：真理の探偵物語）」「迷宮編（旧：不思議のペンション編）」「鎌井編（旧：鎌井達の夜編）」「暗号編」「迷路編（旧：雪の迷路編）」「喜劇編（旧：Oの喜劇編）」となった。
  - EZウェブ版のみ、迷宮編&暗号編、探偵編&喜劇編がそれぞれ1つになったシナリオパック販売。
  - 「チュンソフ党の陰謀編」は暗号が仕込まれた該当シナリオに内包されている。
  - 「ちょっとエッチなかまいたちの夜」は未収録。
- 2008年6月26日から一部機種で配信の『かまいたちの夜DX』では画面サイズが拡大し、新たにフローチャート機能と人物紹介を搭載。

### Android版（初期版）
※携帯アプリ版との比較とする。
2010年11月1日よりau one MarketにてシャープのAndroid端末IS01向けに配信開始。2011年2月1日よりAndroid Marketにて他機種へも配信開始。
- 携帯アプリ版からの移植であり、同様にシナリオごとに分割販売されている。内容の一部カットも同様。
- シリーズ初の「タッチパネル操作」に対応。映像はVGA画質になり、解像度が向上した。
- 携帯アプリ版ではDX版のみ搭載されていた、PlayStation版の「人物紹介」機能を引き続き実装。
- グラフィック背景などに新たな映像を追加。

2013年7月9日16時に配信終了。Android版は翌日リリースされた後述の『Smart Sound Novels』が代替となる。

### iOS / Android版『Smart Sound Novels』
※Android版（初期版）との比較とする。
iOS版が2013年4月25日、Android版は上記の初期版配信終了翌日の2013年7月10日にリリース。
- 既存の携帯端末版と異なり、従来の家庭用機種版と同じく1本のアプリにストーリーを全編収録。ただし収録シナリオの種類はスーパーファミコン版に準じており、「真理の探偵物語編」と「A Novel」は未収録。
- 原作と同じロケ地で背景画像を新規撮影し高解像度化。
- BGMと効果音を一新。オーケストラ等を収録し大幅リニューアル。
- 時事に合わせた設定変更に加え、これまで以上に文章も大幅に改稿されている。一例に、冒頭の場面がスキーではなくスノーボード、透が大学生ではなく契約社員、真理との出会いは合コン、OL3人組が派遣社員、俊夫が大学生ではなくスノボのインストラクター、シュプールに電波が届かずネット環境が整っているのが1部屋のみなのはそれを売りにしているため、など。
- 本編の進行に直接関与しない選択肢の一部が削られたが、エンディング数はスーパーファミコン版と同一。章仕立てになっており、フローチャートは非搭載。
- スマートデバイスの操作に合わせ、タッチやスワイプなど電子書籍スタイルに適したインターフェースに変更。これに伴い、画面に文章が一気に表示されて読み進める形式になっている。
- 人物のシルエットが全てオミットされ、背景のみになっている。

iOS版はiOS 11非対応を理由に、2017年8月25日をもって配信終了。
Android版は4.3以上が動作保証外。対象外のOSでは選択肢が選べないなどの不具合が発生する。

#### 『Banshee's Last Cry』
2014年1月24日、上記『Smart Sound Novels』をベースとした英訳ローカライズ版『Banshee's Last Cry』をiOSにてリリース。配信元はAksys Games Localization, Inc.。日本アカウントからの購入は不可。
- 舞台となるペンションがカナダの「Slowflake Inn」に変更。
  - これに伴い画像のほとんどを変更し、モデルとなったペンションは「クヌルプ」からカナダの「アルパインロッジ」となった。地下室などの一部は日本版と共通。
- 舞台設定の変更に伴い、登場人物全てを英語圏の人名に変更。
  - 透 → Max
  - 真理 → Grace
  - 小林二郎 → William Forrest
  - 小林今日子 → Colleen Forrest
  - 香山誠一 → Chase Buchanan
  - 香山春子 → Amber Buchanan
  - 久保田俊夫 → Bobby Trottier
  - 篠崎みどり → Abby McCarthy
  - 渡瀬可奈子 → Tiffany Oakley
  - 河村亜希 → Molly Starks
  - 北野啓子 → Debbie Mason
  - 美樹本洋介 → Jonas Faberge
  - 田中一郎 → John Jones
  - ジェニー → Ruby
- 基本的なキャラクター設定は共通だが、名前の変更に伴い原作で日本人然とした特徴は英語圏向けに変更となった。一例に、Grace（真理）が金髪、Mr. Buchanan（香山）がテキサス訛りでテーマ曲も異なるなど。
- 「かまいたち」の伝承がタイトルにある「バンシー」に置き換えられている。バンシーとは、アイルランドおよびスコットランドに伝わる女妖精であり、人の死を叫び声で予告するという。

### PlayStation Vita / Windows PC版『輪廻彩声』
※PlayStation版との比較とする。
- 原作の発売元であるチュンソフトは直接関与せず、監修・開発協力を担当。公式サイトは5pb.側のみに存在する。
- キャラクターがシルエットではなくイラスト表示となり、全編をとおして声優による音声が付く。
- オープニングテーマ曲およびオープニングムービーが追加。Vita版とWindows版ではそれぞれ異なる楽曲・ムービーになっている。
- 「悪霊編」を「オカルト編」、「不思議のペンション編」を「迷宮編」に改題。
- 追加シナリオ「かまいたちの夜 A Novel」（モバイルアプリ版からの移植）と、竜騎士07による新規書き下ろしシナリオ「辺獄の真理編」を収録。
- ピンクのしおりの出現条件が変更。従来の条件に加え「真理の探偵物語編」「辺獄の真理編」の読了も必要となった（「A Novel」はしおり出現に関係しない）。
- 「ちょっとエッチなかまいたちの夜」は引き続き音声のみだが、新キャストによる再収録がなされた。
- 「ミステリー編」における犠牲者2人での解決エンディングは「終」扱いのままだが、スタッフロールが流れるようになった。
- 主人公・ヒロインの名前は透・真理で固定となった、それに伴い犯人指定時の名前入力や、新たにジェニー（猫）にも対応。
  - 入力方式の変更により、Windows版では漢字入力にも対応している。
- 背景画像は、iOS / Android版『かまいたちの夜 Smart Sound Novel』で新規撮影されたものを使用し、追加カットも存在する。
- CG・音楽・選択肢・シナリオの収集率・読了率がそれぞれ記録されるようになった。
- PS Vita版ではトロフィーに対応。上記の収集率が関わるものが存在する。

## 開発
我孫子武丸との出会い
開発の経緯は、チュンソフトが複数のミステリー作家にサウンドノベル第1弾『弟切草』を送り、アンケートを集計したことに始まる。『弟切草』を送られた我孫子武丸は、「僕はもうやってます。『ドアドア』のころから知ってます」という旨の感想を送った。中村光一はそれに感激し、安孫子に会うため京都の自宅まで足を運んだという。そこで、我孫子のゲームに対する造詣の深さを認識し、作品を共同制作することとなった。
『弟切草』をプレイした我孫子は、「自分の仕事に近いジャンルが初めて出てきたって感じがしましたね。それまでのアドベンチャーゲームよりも文章量が多い分、『僕だったらこうやる』というアイデアもすでにありましたから」と語っている。我孫子は当初、アドバイス程度やシナリオの一部を執筆、もしくはシナリオを書き上げれば完成を待つものと思っていたが、チュンソフトの要請により丸2年間ゲーム制作に携わることとなった。
開発開始
開発にあたり中村からの要望は特になく、我孫子が徐々に原稿を渡していく過程でチュンソフト側が構想をまとめていったという。『弟切草』は同ボリュームのストーリーが並行する形をとったが、本作ではじっくり読ませるというコンセプトが固まった。
まず本編となるミステリー編を制作し、そこから様々なジャンルのアイデアを採用した。特にスパイ編に関しては007シリーズにおいてスキーでの追走劇があったことに起因し、我孫子の意向でスノーモービルの追撃戦が取り入れられた。
我孫子はチュンソフトから5分程度のホテルに泊まり、同社に出勤する日々が続いたが「デバッグの時期に、分岐などで辻褄が合わない所を修正するためには、どうしても書いた本人が、そばにいないとだめなんですよ」と語っている。
結末に採用されなかった案として、映画『13日の金曜日』のジェイソンのような殺人鬼を犯人にするというものがあった。本編の展開によって血まみれ状態になるため、必要ないと判断されたという。
作品名
タイトルの「かまいたち」は、特撮ドラマ『怪奇大作戦』第16話の「かまいたち」に由来する。人間が一瞬でバラバラになることに恐怖を覚えたため印象に残ったという。我孫子は「人間がバラバラになるのはホラーっぽくて良いかなと。『弟切草』でも感じたことなのですが、メディアの雰囲気自体が微妙にホラー志向ですからね。同じミステリーでもパズルではなくホラー、オカルトっぽいほうが、演出の効果も期待できるだろうと、論理的に積み重ねていって出てきた結果ですね」と語っている。
触発された我孫子はデビュー前に「かまいたちの夜」という作品を執筆、のちに本作のタイトルとして採用した。雪山にある建物で殺人事件が起きるという以外はゲームと全く異なるという。
クローズドサークル
ミステリに馴染みのない層がプレイすることを考慮し、オーソドックスに登場人物を限定して、閉鎖空間に閉じ込められる設定を採用。感情移入のしやすさから、『弟切草』と同じくメインに若い男女を据えたことで雪山のペンションという舞台が出来上がった。当初は犯人の実態がつかめない現実離れした殺人だったが、犠牲者が増えるにつれ人間による犯行が明るみとなり、疑心暗鬼になっていく。

## スタッフ

### オリジナル版
- 脚本：我孫子武丸
- 絵：小泉冬彦、落合信也、佐々木真治、佐藤圭子、長谷川薫、原田久美子
- 音楽開発：三俣千代子
- 曲：加藤恒太、中嶋康二郎
- 開発監督：株式会社アクアマリン、斉藤昌快
- 開発：二位真裕、山田信洋、小川一美、中島康雄、大森田不可止
- 助手：斉藤ひとみ、黒田剛志、塩野勝彦
- 写真：山浦昇一郎
- 撮影協力：ペンションクヌルプ（長野県白馬村）
- 効果音：有限会社マジカル
- 造形：株式会社ラッキーワイド
- 協力：株式会社ピンポイント
- 製作補佐：中西一彦
- 製作：中村光一
- 監督：麻野一哉

### PlayStation版
- 脚本：我孫子武丸
- 監督・監修：麻野一哉
- 音楽：加藤恒太、中嶋康二郎
- 作画：佐々木真治、小泉冬彦、青柳利実
- 音楽制作：佐藤天平
- 開発監督：水足淳一（株式会社アストロール）
- 開発：新井田直人、寺林潤、板野英史
- 助手：新井田涼子、氷皇茜
- 撮影：山浦昇一郎
- 撮影協力：ペンションクヌルプ（長野県白馬村）
- 効果音：有限会社マジカル
- 造形：株式会社ラッキーワイド
- 動画：滝口寿彦、姫田蘭（SFX STUDIO LOOP HOLL）、中山雅子（有限会社クオーレ）
- 検査：曽根康征、石神宏紀
- 制作補佐：中西一彦、西畑幸雄
- 宣伝・広報：山本啓介（有限会社ピース）、清水妙子（有限会社ピース）
- 構成：落合信也
- 製作：大森田不可止
- 製作総指揮：中村光一

## 評価
スーパーファミコン版
ゲーム誌『ファミコン通信』の「クロスレビュー」における評価は9・8・8・5の合計30点（満40点）、シルバー殿堂入りを獲得。『ファミリーコンピュータMagazine』の読者投票による「ゲーム通信簿」では、24.4点（満30点）だった。
| 項目 | キャラクタ | 音楽 | お買い得度 | 操作性 | 熱中度 | オリジナリティ | 総合 |
| 得点 | 3.7        | 4.3  | 3.7        | 4.0    | 4.4    | 4.3            | 24.4 |

PlayStation版
ゲーム誌『ファミ通』の「クロスレビュー」における評価は合計30点（満40点）。シルバー殿堂入りを獲得。
ゲームボーイアドバンス版
ゲーム誌『ファミ通』の「クロスレビュー」における評価は合計31点（満40点）。シルバー殿堂入りを獲得。

## 関連作品

### 公式ファンブック
- チュンソフト編、我孫子武丸著『かまいたちの夜 公式ファンブック』1995年1月25日。ISBN 4-924978-01-9。
- チュンソフト編、我孫子武丸著『かまいたちの夜 特別篇 公式ファンブック【改訂版】』1998年12月20日。ISBN 4-924978-09-4。

「イラストレーテッド・メモリアル」と題した公式ファンブック。メイキング写真や、舞台となったペンション「クヌルプ」の詳細、ゲームに関するクイズ、我孫子武丸描き下ろしの小説『かまいたちの夜 A Novel』などを収録。『A Novel』はノベライズにあたるがゲーム本編とはトリックや犯人が異なる。のちに携帯電話アプリ版やPlayStation Vita / Windows PC版『輪廻彩声』の追加シナリオとして移植された（選択肢なし）。当書にて行ったシナリオ公募企画は『あなただけのかまいたちの夜』発売に繋がった。
PS版発売にあわせ改訂版を刊行。こちらは掲載内容が一部増補、変更されている。

### あなただけのかまいたちの夜
- チュンソフト・我孫子武丸選『サウンドノベル・アンソロジー あなただけのかまいたちの夜』1995年8月25日。ISBN 4-924978-02-7。

SFC版発売直後にチュンソフトより刊行された『公式ファンブック かまいたちの夜』にて、我孫子武丸の小説を元に新たなシナリオを一般公募する企画を開催。短い応募期間ながら、ハイレベルな作品が多数寄せられため、急遽それらの中から10作品（小説だけでなく、ゲーム形式、選択肢のみも含む）を選考し一冊にまとめたもの。掲載10作品の作者には、それぞれ入選順位・ページ数に応じた印税が支払われた。
当書は一度絶版となったが、のちにPS版や『かまいたちの夜2』発売時に、それぞれ再版されている。
- 「かまいたちの夜 A Novel」 / 我孫子武丸 - 『公式ファンブック』に収録された短編小説の再録だが、他の10作品に繋がる選択肢が挿入され、そこから各作品のページへ分岐している（ただし、選択肢のみでその後のストーリーがない分岐もある）。
- 最優秀賞 「吹雪の晩餐」 / 宮下悠一
- かまいたち大賞 「かまいたちの誘惑」 / M・Mヨスル もそざわ - ゲームブック形式の作品。バッドエンディングを含めた多くのエンディングに分岐する。
- 準優秀賞 「分岐点」 / R・未留羅 - エンディング分岐あり。
- 準優秀賞 「雪猫」 / 根岸篤宏 - エンディング分岐あり。
- 我孫子武丸賞 「香山のかまいたちの夜」 / 持麾道治 - エンディング分岐あり。
- 一発笑（賞） 「小林さんの賭け」 / 下川優也
- 入賞 「冬の日の闇」 / ユウキ
- 入賞 「吹雪に埋もれた贖罪」 / 山代健暁
- 入賞 「まぼろしの一日」 / 劉らい太
- 分岐賞 「発覚!! 透君の正体」 / 新上辻隆行 - 選択肢のみの作品。続きのストーリーはない。

### 攻略本
- チュンソフト『かまいたちの夜 完全攻略本』2002年6月28日。ISBN 4-924978-25-6。

SFC版発売から8年を経て初めて出版された攻略本。ペンション「クヌルプ」オーナーと我孫子武丸による対談および、TVドラマ版『かまいたちの夜』（TBS系列、2002年7月3日放送）出演俳優のコメントを掲載。

### CD
『かまいたちの夜 サウンドトラック』
1994年12月1日発売、キティレコード、KTCR-1293
SFC版のサウンドトラック。ゲーム内で使用されたBGM38曲を収録。
『かまいたちの夜 CDドラマ』
1994年12月10日発売、キティレコード、KTCR-1294
生物兵器を使用したことによるバイオハザードを題材としたオリジナルストーリー。出演声優は以下の通り。
- 矢嶋透：緑川光
- 小林真理：冬馬由美
- 小林二郎：岸野幸正
- 小林今日子：大塚瑞恵
- 香山誠一：今西正男
- 香山春子：関根明子
- 久保田俊夫：置鮎龍太郎
- 篠崎みどり：豊嶋真千子
- 渡瀬可奈子：永島由子
- 河村亜希：新山志保
- 北野啓子：笠原留美
- 美樹本洋介：林延年
- 田中一郎：幸野善之

なお、本編終了後の長い無音パートの後、サウンドトラック未収録の「不思議のペンション編」のBGMが収録されている。これは、まだ遊びつくしていないユーザーに対し、隠しシナリオの存在を示唆するヒントの意味合いがある。また、作中で「暗号が隠されている」ことをほのめかす台詞もあり、公式ガイドでは「CDドラマに鍵が隠されている」旨の記載がある。
『ちょっとエッチなかまいたちの夜』
非売品。SFC版のピンクのしおりが表示された画面を写真に撮って送付した先着3,000名にプレゼントされた、その名の通り「ちょっとエッチな」物語が楽しめる8cmCD。声優はCDドラマ版と共通。
のちにPS版の隠し要素として、金のしおりを出すと聴ける特典として再録されている。
Vita/Windows版『輪廻彩声』でも隠し要素となっているが、そちらは同作のキャストで新たに収録したバージョンとなった。
『かまいたちの夜 特別篇 スペシャルアレンジパック』
1999年1月20日、ファーストスマイル・エンターテインメント、FSCA-10069
PS版の音源を基にしたアレンジサウンドトラック。アレンジバージョンを14曲収録。

### 演劇
舞台『月の氷柱〜もうひとつのかまいたちの夜』
1996年2月29日から3月10日までシアターアプルにて上演された。
- 脚本：吉村ゆう
- 演出：山崎大輔（劇団スーパー・エキセントリック・シアター）
- 村上透：中上雅巳
- 進藤真理：田中広子
- 小林二郎：螢雪次朗
- 小林今日子：可愛かずみ
- 香山誠一：野添義弘
- 香山春子：住吉理栄
- 久保田俊夫：野田行哉
- 篠崎みどり：北辻志保
- 渡瀬可奈子：仁藤優子
- 河村亜希：関口愛
- 北野啓子：岩下愛
- 美樹本洋介：緒原雅人

かまいたちの夜 ～THE LIVE～
2024年6月20日から23日までシアター1010、6月28日から30日までCOOL JAPAN PARK OSAKA TTホールにて上演された。舞台オリジナルストーリーを展開し、観客のジャッジよってルート分岐するマルチエンディングを採用している。
- 監修：我孫子武丸
- 脚本：望月清一郎
- 構成・演出：野坂実
- 伊月：ヴァサイェガ渉
- 小松絵美理：高柳明音
- 能坂悟：ドロンズ石本
- 和良裕子：塩月綾香
- 餅月丙一郎：田中孝宗
- 蓑部柊生：大髙雄一郎
- 青空ゆうか：槙原唯
- 寺坂國彦：谷口就平
- 長田孝太郎：細貝圭
- 戸倉正実：安田裕
- 比企文哉：豊田陸人

### その他の関連作品
テレビドラマ『かまいたちの夜』
2002年7月3日放送。藤原竜也主演。のちに、PlayStation 2版『かまいたちの夜2 監獄島のわらべ唄』初回限定特典DVDとして収録された。

インターネット動画『ちょっとおかしな かまいたちの夜』
公式サイトやYouTube、ニコニコ動画などで2011年9月22日より毎週公開された短編の動画。全13回。グラフィックやサウンドは初代に準じている。『真かまいたちの夜 11人目の訪問者』の宣伝のために製作。『真かまいたちの夜』の予約特典DVD「かまいたちの夜 プレミアムファンディスク」に収録された。
- 第1回「透と真理」編
- 第2回「香山」編
- 第3回「小さな紙切れ」編
- 第4回「隠された謎」編
- 第5回「シャワー」編
- 第6回「美樹本」編
- 第7回「マッサージ」編
- 第8回「おたより」編
- 第9回「大阪へ行くさかいに」編
- 第10回「諦めるのはまだ早い」編
- 第11回「俊夫」編
- 第12回「旅行ガイド」編
- 第13回「真かまいたちの夜」編

なぞともカフェパーティCUBE『かまいたちの夜 〜こんや、ふたたび、だれかがしぬ〜』
「なぞともカフェ」にて2016年4月28日から2017年3月31日までの期間限定で開催された参加型謎解きイベント。制作協力は謎組。
のちに、2019年4月5日から4月21日までの期間限定で再開催された。
第1作の殺人事件から1年後、「シュプール」を訪れた透と真理が再び怪事件に巻き込まれるというストーリー。最大4人まで登場人物の名前が設定できるシステムとなっている。
パチスロ『かまいたちの夜』
- 矢嶋透：逢坂良太
- 小林真理：東山奈央
- 小林二郎：浜田賢二
- 小林今日子：ゆきのさつき
- 香山誠一：茶風林
- 香山春子：原由実
- 久保田俊夫：中村和正
- 篠崎みどり：河野ひより
- 渡瀬可奈子：丸岡和佳奈
- 河村亜希：岩村琴美
- 北野啓子：渡谷美帆
- 美樹本洋介：中田譲治
- 田中一郎：？？？

## エピソード
- SFC版の発売当初、「ピンクのしおり」および「金のしおり」の表示画面の写真を送付することで、先着にてプレゼントがもらえる企画を開催していた。前者には3,000名に「ちょっとエッチなかまいたちの夜」、後者には50名にペンションクヌルプへの招待券が送られた。
- SFC版のCMおよび広告は、刑事ドラマ『太陽にほえろ!』のゴリさん（竜雷太）が本作をプレイするというもの。難度の高さを表す五里霧中と、ゴリ夢中をかけた内容となっている。竜はこの縁で、のちにチュンソフトより発売された『街 〜運命の交差点〜』に出演している。もともと中村光一は竜雷太の大ファンであった。
- 本作の「スパイ編」にて、フランスのスパイ組織としてSDECE（作中では「フランス情報部」と紹介）が登場するが、1946年に編成されたSDECEは1982年にDGSE（対外治安総局）に改称されている。また1991年に起きたソビエト連邦崩壊の話題も扱われている。